# سیمون اشپیلاک
سیمون اشپیلاک (اسلوونیایی: Simon Špilak؛ زادهٔ ۲۳ ژوئن ۱۹۸۶) دوچرخه‌سوار اهل اسلوونی است.
از باشگاه‌هایی که در آن بازی کرده‌است می‌توان به تیم کاتیوشا–آلپتسین اشاره کرد.

## افتخارات
- قهرمانی در تور دوچرخه‌سواری سوئیس ۲۰۱۵ و ۲۰۱۷
- قهرمانی در تور دوچرخه‌سواری روماندی ۲۰۱۰